# (5347) Orestelesca
(5347) Orestelesca est un astéroïde de la ceinture principale.

## Description
(5347) Orestelesca est un astéroïde de la ceinture principale. Il fut découvert le 24 février 1985 à l'observatoire Palomar par Eleanor Francis Helin. Il présente une orbite caractérisée par un demi-grand axe de 3,01 UA, une excentricité de 0,04 et une inclinaison de 11,1° par rapport à l'écliptique.

## Compléments